# Schoemansdal
Schoemansdal, gesticht als Zoutpansbergdorp was de hoofdstad van de Boerenrepubliek Zoutpansberg. De nederzetting lag in de tegenwoordige provincie Limpopo, Zuid-Afrika, 16 kilometer ten westen van Louis Trichardt. De stad was bewoond van 1848 tot 1867 en is sindsdien verlaten.

## Geschiedenis
De stad werd gesticht in 1848 door Jan Valentyn Botha, een Voortrekker onder leiding van Andries Potgieter. Later werd de plaats in 1855 hernoemd naar de nieuwe leider van Zoutpansberg, Stephanus Schoeman, die later staatspresident van de Zuid-Afrikaansche Republiek (Transvaal) zou worden.
De stad bloeide na de bouw van een kerk en een fort op tot een snel groeiend handelsdorp voor ivoor, maar werd vanwege gebrekkige ordehandhaving al snel een wetteloos centrum voor wapenhandel en terreur op de inheemse bevolking van de omgeving.
Op 15 juli 1867 werd de stad geëvacueerd vanwege een aanval van de vijandelijke Venda, die met de terreur wilden afrekenen, en voorgoed verlaten en verwoest; na verder verval  bleef er slechts een kerkhof van over waar Potgieter begraven ligt.